# Блоджетт, Кэтрин Берр
Кэтрин Блоджетт (англ. Katharine Blodgett) 10 января 1898, Скенектади — 12 октября 1979, там же) — американская исследовательница, работавшая в области физической химии поверхностных явлений.
Вместе с Ирвингом Ленгмюром изобрела способ получения многослойных плёнок на металлах и стёклах.

## Биография

### Детство и юность
Кэтрин Берр Блоджетт родилась 10 января 1898 года в Скенектади (штат Нью-Йорк, США) и была вторым ребёнком в семье Джорджа Блоджетта и Кэтрин Берр. Её отец, возглавлявший патентный отдел в компании General Electric, трагически погиб в своём доме во время ограбления ещё до рождения Кэтрин. В 1901 году мать вместе с трёхлетней Кэтрин и её братом Джорджем переехала во Францию.
В 1912 году семья возвращается в Нью-Йорк, и Кэтрин начинает учёбу в частной школе, показывая успехи в математике. Образование было продолжено в колледже Брин-Мор. Кэтрин получала стипендию, особенно преуспевая в математике и физике. В 1917-м она получила степень бакалавра.

### Научная работа
Решив продолжить свои научные исследования, Блоджетт в рождественские праздники посетила завод General Electric в Скенектади, где бывшие коллеги её отца познакомили её с химиком Ирвингом Ленгмюром. После экскурсии по его лаборатории Ленгмюр пригласил Блоджетт к себе на работу. В возрасте 19 лет Блоджетт стала первой женщиной-учёным, принятой на работу исследовательской лабораторией General Electric в Нью-Йорке (1917). Она включилась в работу Ленгмюра по изучению мономолекулярной адсорбции. Прислушавшись к совету Ленгмюра, Кэтрин в 1918 году поступила в Чикагский университет, выбрав в качестве темы для магистерского исследования изучение адсорбционных свойств активированных углей. Ей был всего 21 год, когда она опубликовала полученные результаты в журнале Physical Review. В 1920 году после окончания университета Блоджетт сразу была принята на работу в General Electric, став первой женщиной-исследователем в компании.
В 1924 году Блоджетт была рекомендована к участию в докторской программе в области физики Кембриджского университета. Её диссертация была посвящена поведению электронов в ионизированных парах ртути. Позже Блоджетт стала первой женщиной, получившей в Кембридже степень Ph.D. по физике (1926).

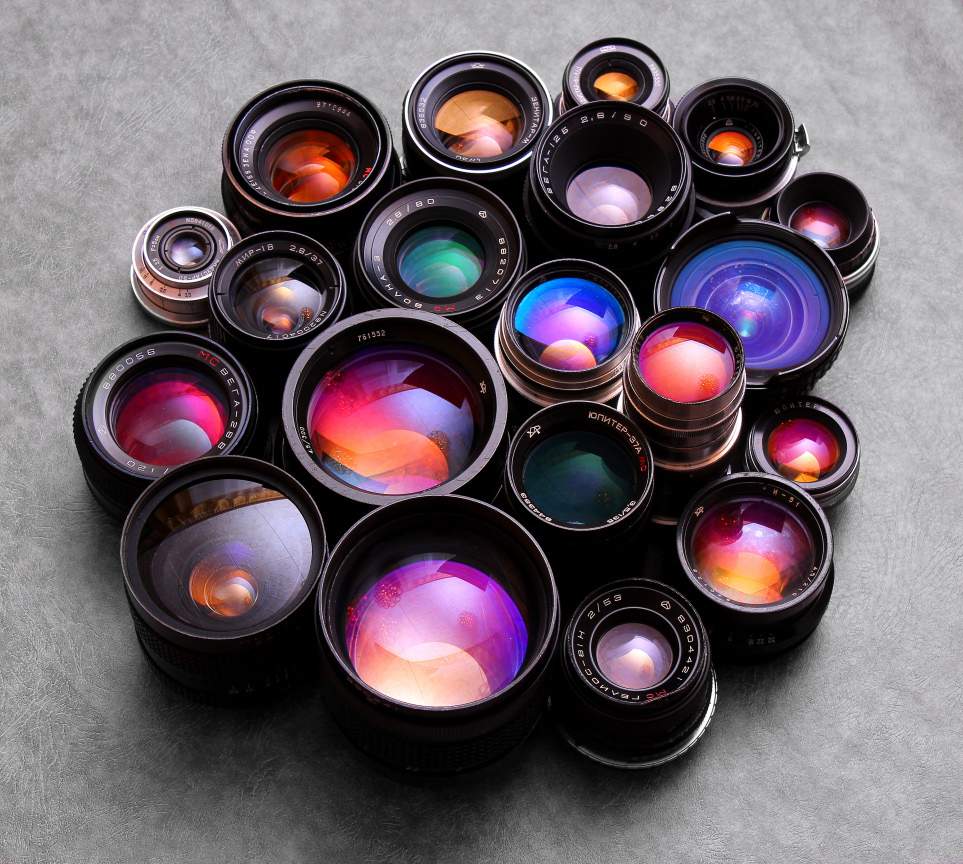
Объективы с многослойным просветлением

Блоджетт вернулась работать научным сотрудником в лаборатории Ленгмюра, продолжив исследования молекулярных плёнок поверхностно-активных веществ. В 1935 году Блоджетт и Ленгмюр разработали метод получения моно- и полимолекулярных слоёв на поверхности стёкол и металлов (технология Ленгмюра — Блоджетт) с использованием модифицированного стеарата бария. При определённой толщине плёнки стеарата бария её собственное отражение света точно компенсирует отражение от стекла: оптимальным оказалось покрытие в 44 мономолекулярных слоя, что позволило повысить пропускание света до более чем 99 %. В 1938 году Блоджетт получила патент на способ получение плёночных покрытий на твёрдых подложках, который позволил изготавливать почти не отражающее свет «невидимое» («просветлённое») оптическое стекло.
Благодаря изобретению Блоджетт появилась возможность изготовления оптических линз, позволяющих проходить свету почти без потерь на отражение. Во время Второй мировой войны стёкла Блоджетт широко использовались в перископах, дальномерах и камерах для аэрофотосъёмки. Позже «просветлённые» линзы получили распространение в очках, телескопах, микроскопах, проекторах, фотообъективах.
За время своей карьеры Блоджетт получила восемь патентов США и опубликовала более 30 научных статей в различных журналах. Она изобрела метод адсорбционной очистки ядовитых газов, противообледенительную систему для крыльев самолёта и улучшила такой вид военной маскировки как дымовая завеса. Широко известен оптический прибор Блоджетт для измерения толщины тонких плёнок. Блоджетт внесла существенный вклад в разработку технологии активного воздействия на облака с целью вызвать выпадение осадков.

### Личная жизнь
Блоджетт никогда не была замужем. Она долгие годы жила счастливо в «бостонском браке» с Гертрудой Браун (Gertrude Brown), представительницей старинного рода Скенектади. После Браун Блоджетт связывали семейные отношения с Элси Эррингтон (Elsie Errington), директрисой школы для девочек.
Кэтрин увлекалась театром, сама играла в спектаклях, любила садоводство и астрономию. Она собирала антиквариат, играла в бридж с друзьями и писала смешные стихи.
Блоджетт умерла в своём доме 12 октября 1979 года. После смерти один из её соавторов Винсент Шефер отметил, что «методы, ей разработанные, стали классическими инструментами науки и технологии изучения поверхности и тонких плёнок. Она будет жить в простоте, элегантности и способе, каким она предоставила их миру».

## Награды
- Медаль Фрэнсиса Гарвана (Francis Garvan Medal) Американского химического общества (1951).
- Медаль прогресса (Фотографическое общество Америки) (1972).
- Почётный доктор университета Брауна (1942) и ряда колледжей, в частности Elmira College (1939), Western College (1942) и Russell Sage College (1944).

## Память
- В родном городе Скенектади 13 июня празднуется День Кэтрин Блоджетт. С 2008 года её имя присвоено начальной школе в этом городе[6].